# 25-я отдельная воздушно-десантная бригада
25-я отдельная Сечеславская воздушно-десантная бригада Вооружённых сил Украины (укр. 25-а окре́ма Січеславська пові́тряно-деса́нтна брига́да Збройних Сил України, 25 ОПДБр, в/ч А-1126) — воинское формирование Десантно-штурмовых войск Украины.
8 ноября 2002 года 25-я отдельная воздушно-десантная бригада была выведена из состава 1-й Аэромобильной дивизии (1-АЭМД).
Сформирована из малой части остатков личного состава 25 ОВДБр 1-АЭМД основанной на базе 98-й гвардейской воздушно-десантной дивизии, которая в мае 1993 года после распада СССР была разделена между Украиной, Россией и Молдовой. Базируется в пгт. Заречное (Днепропетровская область).

## История

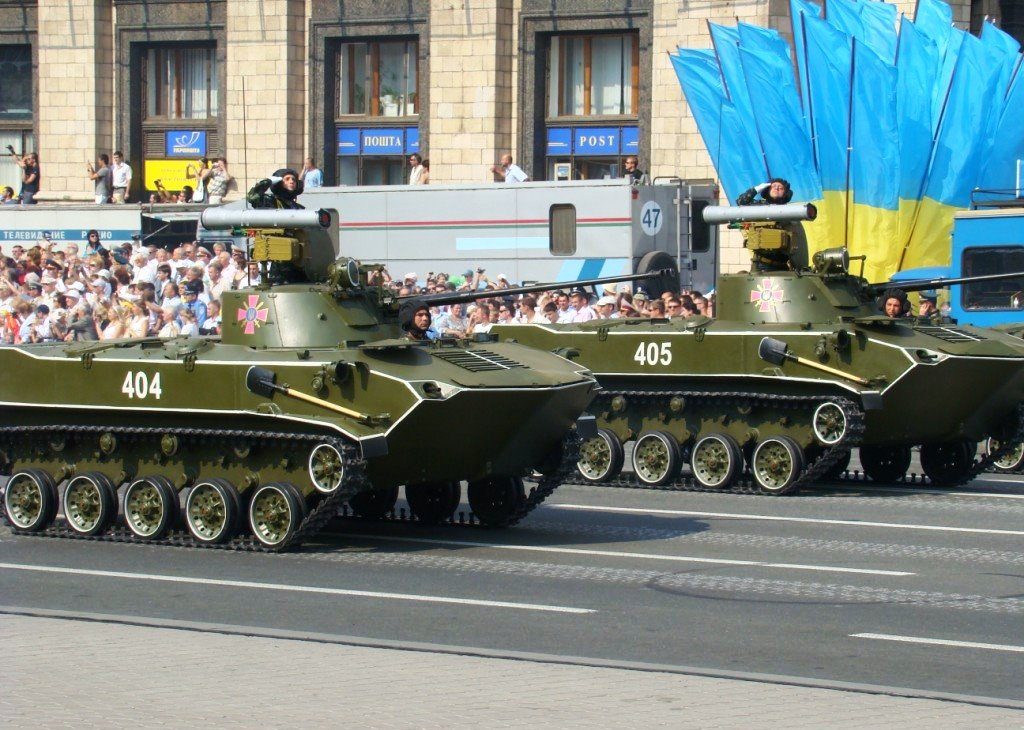
Колонна БМД-2П 25-й воздушно-десантной бригады проходит по Крещатику на параде в честь Дня независимости Украины, Киев, 24 августа 2008 г.

### До 2014 года
Согласно приказу Министерства обороны Украины от 5 мая 1993 года в городе Болград Одесской области на базе остатков выведенной в Россию 98-й гвардейской воздушно-десантной дивизии началось формирование 1-й аэромобильной дивизии ВС Украины. На базе остатков 217-го гвардейского парашютно-десантного полка из состава 98-й вдд, выведенного в Иваново, была сформирована 25-я воздушно-десантная бригада. Ответственным за формирование бригады являлся временно исполняющий обязанности её командира майор Василий Мостика, бывший заместитель командира, начальник парашютно-десантной службы 217-го гвардейского парашютно-десантного полка. Продолжал формирование части назначенный на должность командира бригады подполковник Иван Алещенко, первый её командир.
5 июня 1993 года личный состав 25-й бригады в составе 1-й аэромобильной дивизии принёс воинскую присягу на верность народу Украины. 1 декабря 1993 года формирование было завершено. С мая по июль 2002 года базировалась в Заречное (ранее Гвардейское) Новомосковского района Днепропетровской области.
16 июля 2002 года Президент Украины Леонид Кучма вручил боевой флаг военной части 5-му командиру бригады полковнику Игорю Лунёву.
С мая по июль 2002 года 25 ВДБр была передислоцирована, в Гвардейский (Днепропетровская область, Новомосковский район). 16 июля 2002 года президент Украины Леонид Кучма вручил бригаде Боевое знамя, с этого же дня носит название "Днепропетровская". Унаследовав только номера по номеру части получила наименование 25-я отдельная Днепропетровская воздушно-десантная бригада. Но как таковая уже уступала по многим критериям отбора и обучения личного состава так как являлась малочисленной в кадровом составе и в технике. Изменилась форма одежды,нагрудный уставной знак был введён новый и уже не относилась к части спецназначения, введены новые нарукавные нашивки в установленном согласно новой доктрине о ВСУ.
8 ноября 2002 года 25-я отдельная воздушно-десантная бригада была выведена из состава 1-й аэромобильной дивизии и переведена в состав 6-го гвардейского армейского корпуса, получив почётное название «Днепропетровской».
19 февраля 2014 года СБУ ввела режим контртеррористической операции на всей территории страны. По тревоге была поднята 25 воздушно-десантная бригада из Днепропетровской области, которую планировали перебросить в Киев. Однако, дальше решительных заявлений дело не дошло.

### Война на востоке Украины

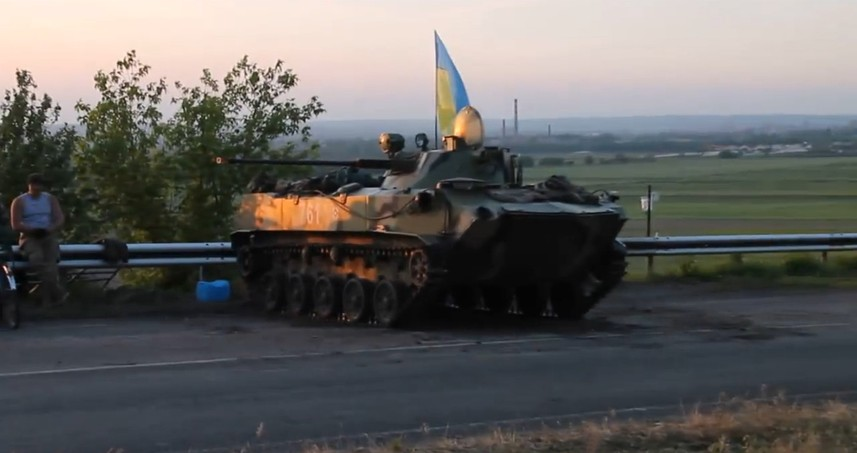
БМД-2 25-й воздушно-десантной бригады на блок-посту между Славянском и Краматорском, 11 мая 2014 г.

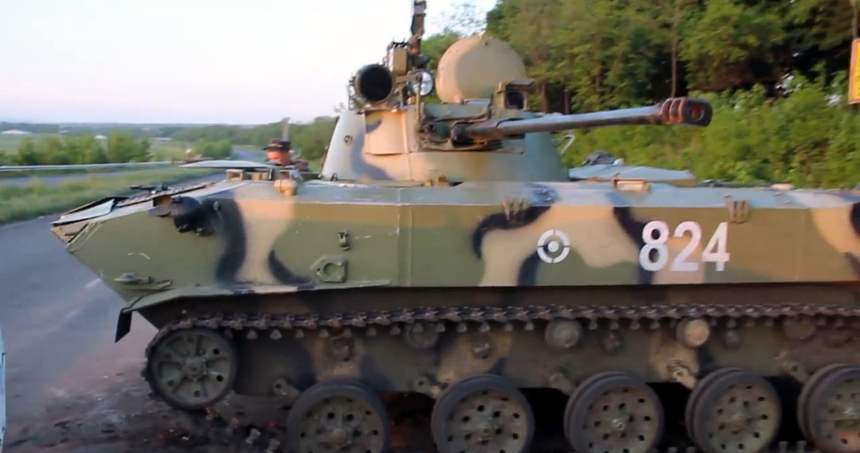
БМД-2 25-й воздушно-десантной бригады на блок-посту между Славянском и Краматорском, 11 мая 2014 г.

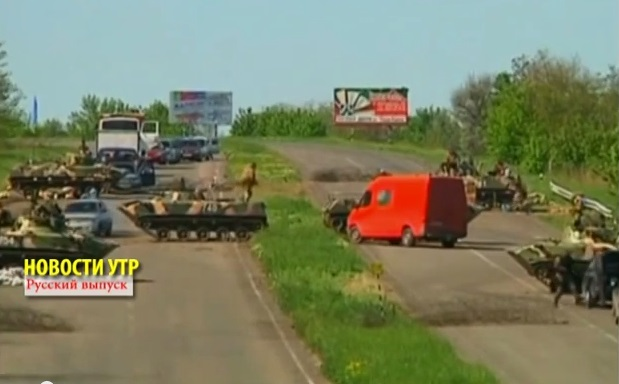
Блок-пост 25-й воздушно-десантной бригады, Донецкая область, 8 мая 2014 г.

#### Весна — лето 2014 года
В апреле 2014 года из-за обострения ситуации на Востоке Украины часть бригады была переведена в Донецкую область. 16 апреля 2014 года во время выполнения задания в рамках антитеррористической операции, передовой отряд 25-й воздушно-десантной бригады вошёл в город Краматорск, где был заблокирован местными жителями. После переговоров колонна из шести единиц бронетехники под флагами России и Донецкой области перешла в Славянск. В Славянске техника была оставлена местным силам самообороны, а часть десантников вернулась в места дислокации.
17 апреля 2014 года и.о. президента Украины Александр Турчинов поручил расформировать бригаду «за трусость и сдачу оружия», однако вскоре приказ был отменён и бригада продолжила действовать в рамках АТО на востоке Украины.
С мая часть сил 25-й бригады несла службу по охране и обороне международного аэропорта Луганск, подвергаясь многократным обстрелам из миномётов и установок РСЗО БМ-21 «Град».
16 мая 2014 года бригада понесла первую потерю в зоне АТО. В части, несущей службу в Краматорске, в результате несчастного случая погиб механик-водитель.
13 июня 2014 года бригада понесла первые боевые потери. При зачистке территорий, прилегающих к Славянску от диверсионных групп противника, в ходе боестолкновения смертельное ранение получил боец разведгруппы.
14 июня 2014 года военно-транспортный самолёт Ил-76 Вооружённых сил Украины, на борту которого находились 40 десантников из состава бригады, был сбит вооружёнными силами ЛНР при посадке в аэропорту «Луганск». Все находившиеся на борту погибли.
15 июня 2014 года колонна материально-технического обеспечения бригады в районе села Алексеевское Донецкой области подверглась обстрелу, в результате которого погиб боец бригады.
19 июня 2014 года 25-я бригада сыграла значительную роль в боях под Лиманом. Бойцами бригады были взяты под контроль Ямполь и Закотное. В боях под Красным Лиманом бригада потеряла убитыми 6 десантников.
В конце июня — начале июля основные силы бригады продолжали действовать под Славянском. 27 июня 2014 г. от пули снайпера погиб боец бригады.
В ночь на 5 июля 2014 года в результате танкового обстрела блок-поста в ходе прорыва вооружённых формирований ДНР («Группа Стрелкова») из Славянска был смертельно ранен боец бригады. Утром 5 июля части 25-й бригады вошли в Славянск.
31 июля 2014 г. бригада попала в засаду устроенную вооружёнными силами ДНР около Шахтёрска. В результате бригада потеряла убитыми 22 десантника и несколько десятков были ранены.
1-2 августа в ходе боёв под Шахтёрском бригада потеряла ещё 2 десантников убитыми.
5 августа колонна бригады попала под танковый обстрел в районе Орлово-Ивановки. Погибли 7 десантников.
5-8 августа бригада участвовала в штурме высоты Саур-Могила. 8 августа на подходе к высоте бригада смогла закрепиться, но полностью взять под полный контроль высоту бригада не смогла. Бригада потеряла на высоте от 6 до 10 человек убитыми.
10 августа бригада получает приказ о взятии совместно с другими частями города Углегорск. После взятия Углегорска бригада вернулась на базу в Дебальцево. В боях за Углегорск 12 августа бригада потеряла убитыми 10 человек.
16 августа тактическая группа бригады вошла в город Ждановка. 17 августа бойцы бригады попали под артобстрел из РСЗО БМ-21 «Град». Всего 16 — 18 августа в этом районе бригада потеряла убитыми 13 человек.
На 26 августа 2014 года бригада потеряла 107 человек погибшими и более 500 ранеными. Об этом сообщил заместитель председателя Днепропетровской областной государственной администрации Святослав Олийнык. Основные силы бригады были выведены из зоны боевых действий на ротацию и пополнение.

#### Осень 2014 года
В октябре 2014 года был опубликован брифинг международной правозащитной организации Amnesty International посвящённый внесудебному насилию в ходе конфликта на востоке Украины. По словам правозащитников, военнослужащие 25-й десантной бригады ВСУ вместе с батальоном «Айдар» могут быть причастны к предполагаемым внесудебным расстрелам четырёх местных жителей в районе посёлков Коммунар и Нижняя Крынка.

#### 2015 — 2022 год
В января 2015 года части бригады вернулись в зону АТО. Бригада занимала позиции в Авдеевке, Песках, Донецком аэропорту.
В июне 2015 года бригада принимала участие в боях за Марьинку.
В апреле 2016 г. батальон бригады занимался боевой подготовкой.
На 1 марта 2020 года в ходе боевых действий на Донбассе 25-я отдельная воздушно-десантная бригада потеряла погибшими 155 человек.

## Список учений

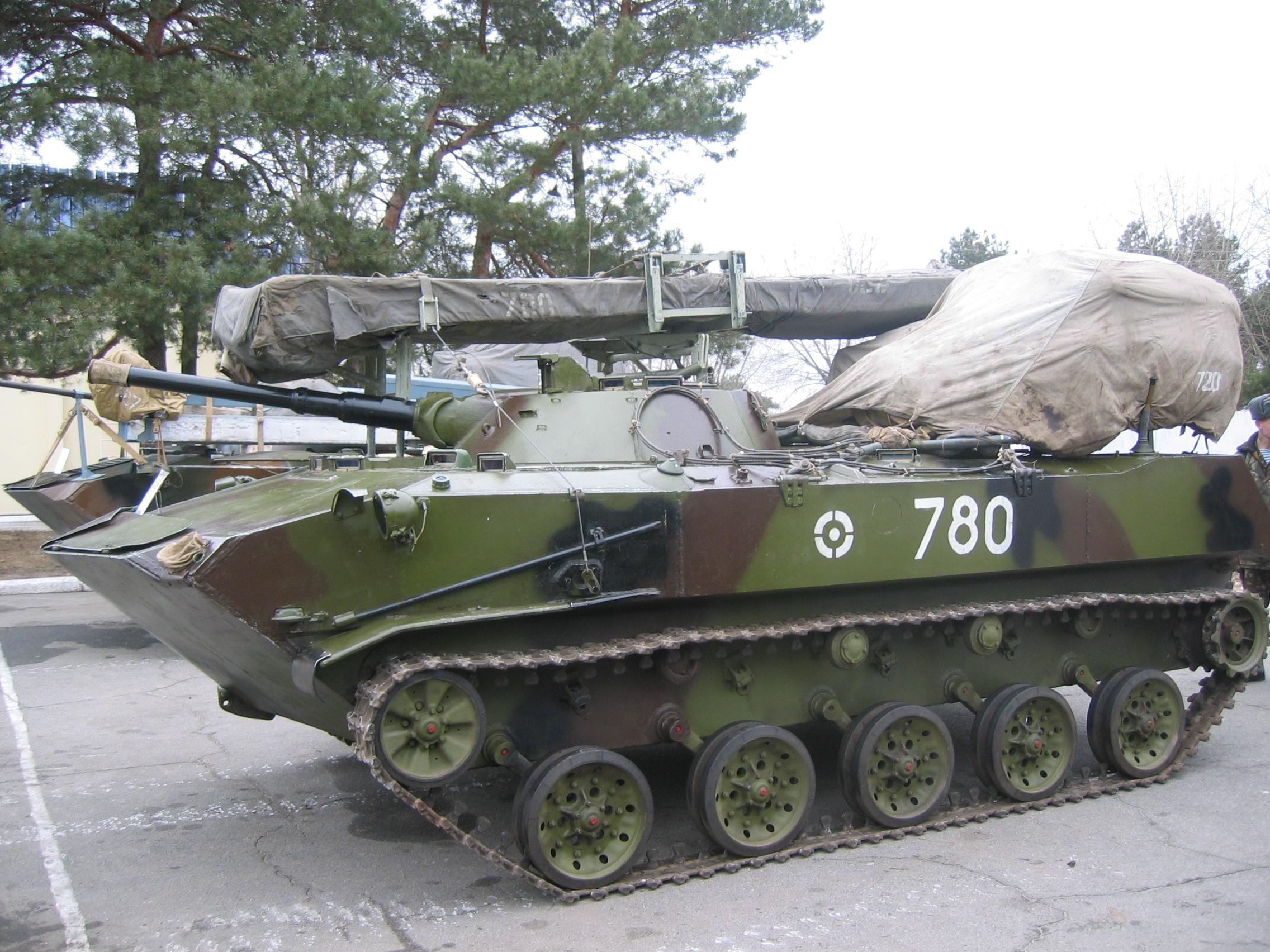
БМД-1 25-й воздушно-десантной бригады, подготовленный к десантированию, 2004 г.

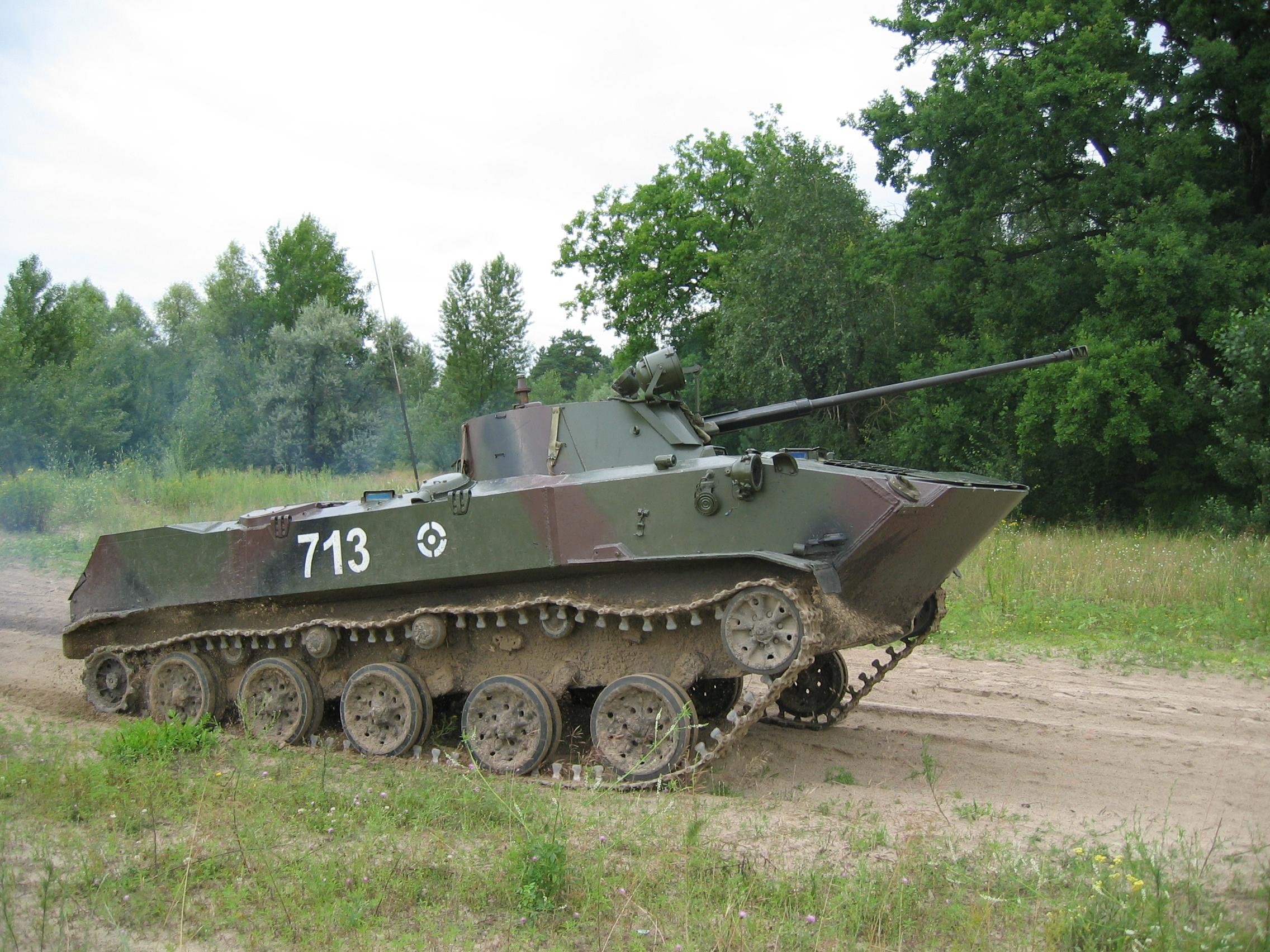
БМД-2 25-й воздушно-десантной бригады на полевых занятиях, 2007 г.

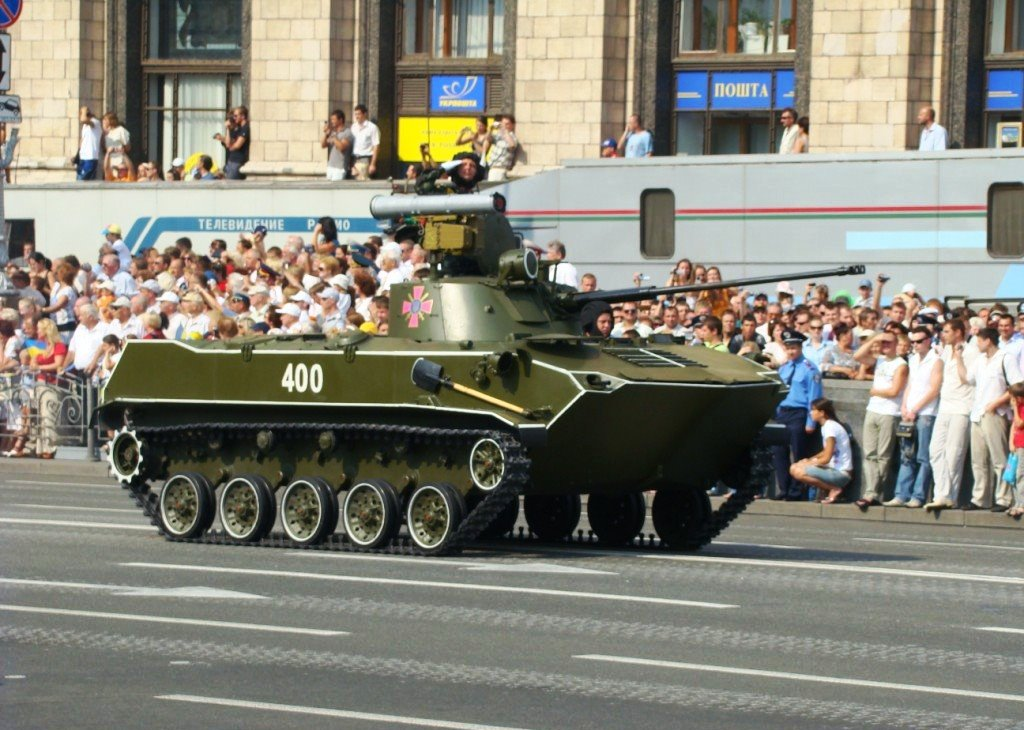
БМД-2П 25-й воздушно-десантной бригады на параде в честь Дня независимости Украины, 2008 г.

- 1994 год — в составе 1-АЭМД (1-я Аэромобильная дивизия ВДВ) тактические учения рот с практическим десантированием пяти БМД-1 и 360 человек десанта.
- 1995 год — в составе 1-АЭМД, десантирование парашютно-десантной роты с тремя БМД во время проведения батальонных тактических учений.
- В июне 1997 года в составе 1-АЭМД, во время визита в 1-АЭМД Министра обороны Китайской Народной Республики было проведено десантирование 7-й парашютно-десантной роты 3-го парашютно-десантного батальона с тремя БМД-1.
- Сентябрь 1997 года в составе 1-АЭМД военнослужащие бригады принимали участие в международных учениях «Казацкая степь-97», во время которых было проведено практическое десантирование двенадцати БМД с самолётов Ил-76.
- Май 1998 в составе 1-АЭМД,участие в международных учениях «Казацкая степь-98».
- Октябрь 1999 года в составе 1-АЭМД, военнослужащие 25-й воздушно-десантной бригады принимали участие в учениях «Южный редут», в ходе которых десантировалось 460 военнослужащих и шесть БМД.
- Июнь 2000 года в составе 1-АЭМД, 8 военнослужащих бригады прошли подготовку на базе 82-й воздушно-десантной дивизии армии США.
- Июль 2000 года в составе 1-АЭМД, совместное обучение 3-го парашютно-десантного батальона с военнослужащими 82-й воздушно-десантной дивизии США на Ровенском полигоне, а также десантирование девяти БМД.
- Июль 2002 года в составе 1-АЭМД практическое десантирование личного состава 3-го парашютно-десантного батальона бригады во время проведения батальонного тактического учения. Батальон десантировался с тремя БМД-1 с аэродрома взлёта Болград, Одесской области на незнакомую и неподготовленную площадку приземления вблизи пгт Гвардейское Днепропетровской области. На учениях присутствовал Президент Украины — Верховный Главнокомандующий Вооружённых Сил Украины Леонид Кучма.
- Август 2002 в составе 1-АЭМД военнослужащие бригады принимают участие в международных учениях «Форпост-2002». Во время учений проводилось десантирование парашютным и посадочным способами. Действия личного состава бригады получили высокую оценку от Министра обороны Украины.
- С мая по июль 2002 года 25 ВДБр была передислоцирована, в Гвардейский (Днепропетровская область, Новомосковский район). 16 июля 2002 года президент Украины Л. Д. Кучма вручил бригаде Боевое знамя, с этого же дня носит название «Днепропетровская». Унаследовав только номера по номеру части получила наименование 25-я отдельная Днепропетровская воздушно-десантная бригада. Но как таковая уже уступала по многим критериям отбора и обучения личного состава так как являлась малочисленной в кадровом составе и в технике. Изменилась форма одежды, нагрудный уставной знак был введён новый и уже не относилась к части спецназначения, нарукавные нашивки в установленном согласно новой доктрине о ВС Украины.
- Сентябрь 2006 года (Уже выведена из состава 1-АЭМД и не соответствовала критериям бригады сил специальных операций и не являлась частью специального назначения так выведена из состава 1-АЭМД) — участие личного состава бригады на учениях «Чистое небо-2006». Личный состав бригады десантируется на полигоны Крыма, Николаевской области. За учениями наблюдал Президент Украины — Верховный Главнокомандующий Вооружённых Сил Украины Виктор Ющенко.
- Июль 2007 года — бригада принимает активное участие в проведении широкомасштабных учений «Артерия-2007», осуществляя практическое десантирование личного состава и техники (на МКС-350 десантирован 2 БМД-1) на Ровенском полигоне.
- 25-я отдельная Днепропетровская воздушно-десантная бригада по сути как отдельная часть принимала участие всего лишь в 2-х учениях из за слабого финансирования МО Украины — «Чистое небо-2006» и «Артерия-2007», с этого периода стоит вести отчёт.

Всего в общем за период существования бригады с 1993 по 2008 годы во время проведения учений по десантированию парашютным способом было десантировано 65 объектов (преимущественно БМД-1).

## Структура

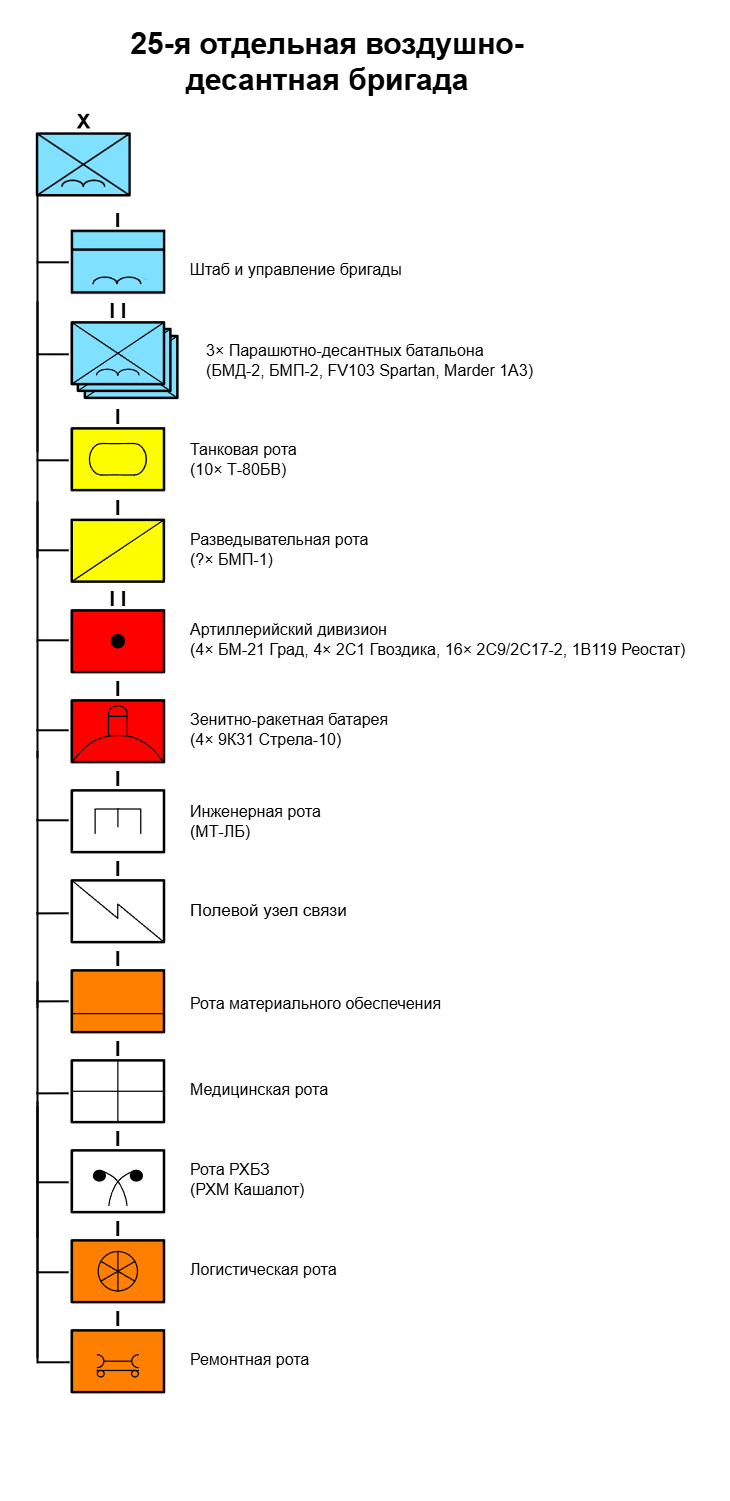
Структура 25-й отдельной воздушно-десантной бригады ДШВ Украины на 2024 год

## Техника, вооружение и снаряжение
Стрелковое оружие
- Пистолеты ПМ; АКС-74, АКМС; снайперские винтовки СВД, UAR-10 (Zbroyar Z-10)
- Пулемёты: РПКС-74, ПКМ.
- Гранатомёты: ГП-25, РПГ-7Д, РПГ-18, СПГ-9.

Ракетно-артиллерийское вооружение

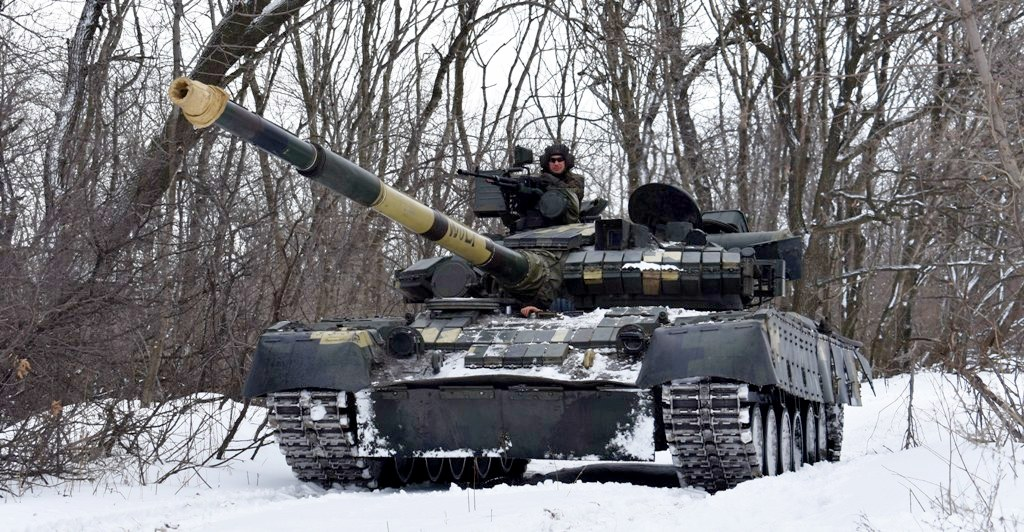
Танк Т-80БВ 25-й воздушно-десантной бригады на учениях, февраль 2017 г.

- Противотанковые ракетные комплексы «Фагот», «Метис»
- Автоматические миномёты 2Б9 (2Б9М) «Василёк»

Бронетехника и автотранспорт

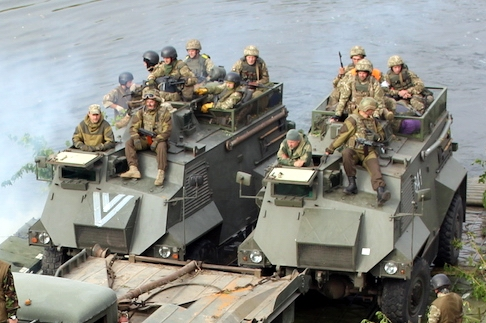
AT105 «Саксон» 25-й воздушно-десантной бригады на учениях, 2016 г.

До 2014 года бригада полностью оснащалась десантируемым вооружением и техникой: БМД-1, БМД-2, БТР-Д, 2С9 «Нона».
В дополнение к имеющейся технике с конца 2014 года на вооружение бригады поступали и находились в разное время:
- БТР-70М — порядка 20[17].
- БТР-3E — некоторое количество[18]
- БТР-4 — некоторое количество[19]
- БМП-2 — некоторое количество[20]
- AT105 «Саксон» — некоторое количество[18]
- КрАЗ «Спартан» — некоторое количество[18]

После 2022 года в состав бригады поступает западное вооружение.
На вооружении танковой роты бригады стоят танки Т-80БВ.
В февраля 2023 года предполагалось, что военнослужащие бригады проходят обучение на британских танках Челленджер 2. Впоследствии эти предположения не подтвердились.
С конца 2023 года бригада получила на вооружение немецкие БМП Marder 1A3. В январе 2024 бригада начала получать танки Leopard 1A5 вместо советских танков, по вооружению де-факто став механизированной бригадой (аналогичным образом были вооружены механизированные бригады Бундесвера в середине 1980-х).

## Командиры
- полковник Иван Владимирович Алещенко (1993—1995)
- полковник Александр Николаевич Защитников (1995—1998)
- подполковник Юрий Анатольевич Габрус (1998—1999)
- полковник Андрей Иванович Максименко (1999—2001)
- полковник Игорь Васильевич Лунёв (2001—2003)
- полковник Игорь Ярославович Стельмах (2003—2004)
- подполковник Владимир Васильевич Кольчик (2004—2006)
- полковник Олег Владимирович Свистак (2006—2007)
- полковник Юрий Иванович Содоль (2007—2015)
- полковник Олег Викторович Зенченко[укр.] (2015 — 2022)
- полковник Евгений Викторович Ласийчук (2022 — н.в)

## Галерея

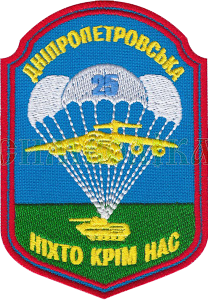
Шеврон бригады до 2019 года
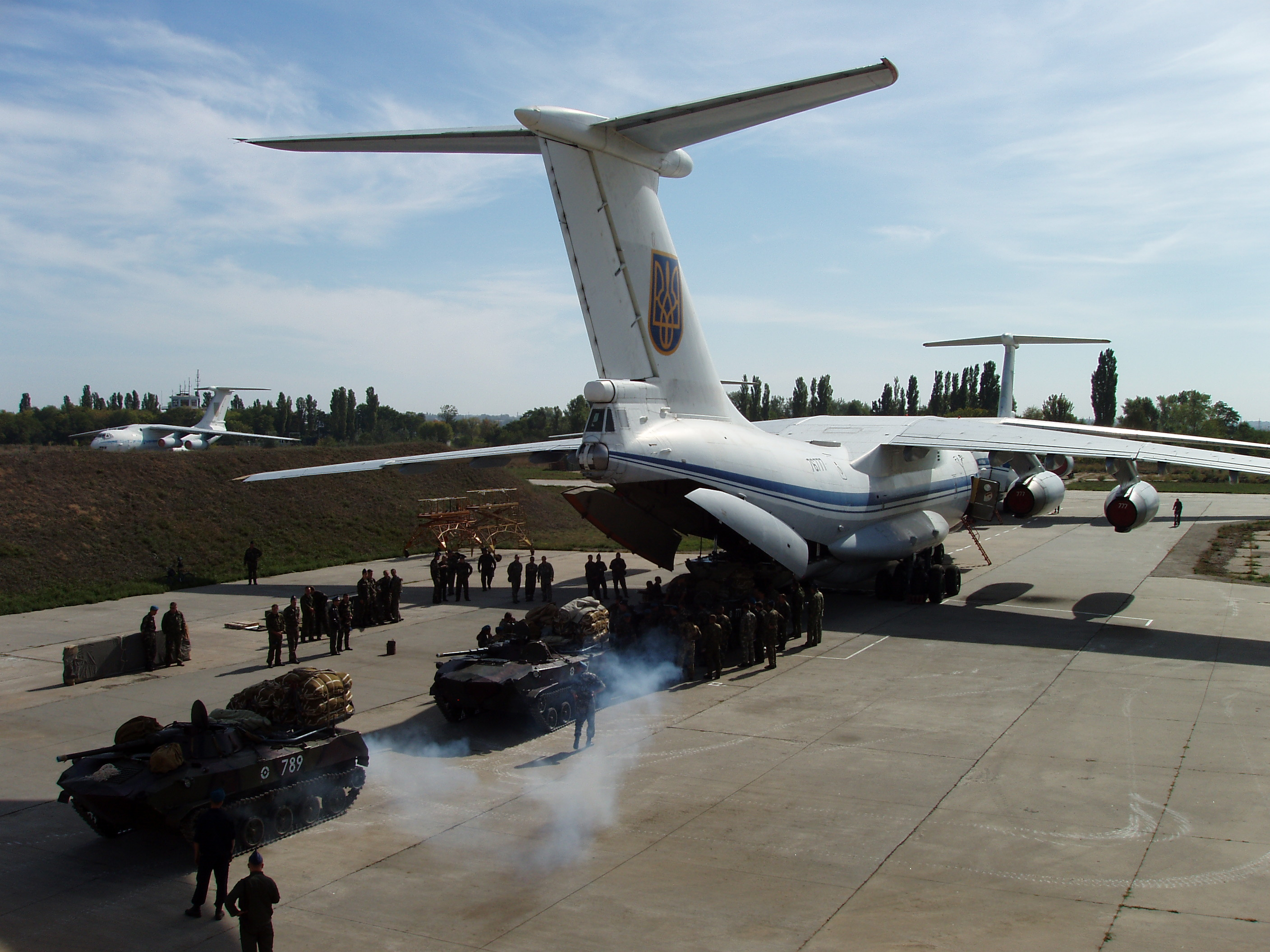
Погрузка БМД-1 бригады в Ил-76 на аэродроме в Мелитополе, 2006 г.
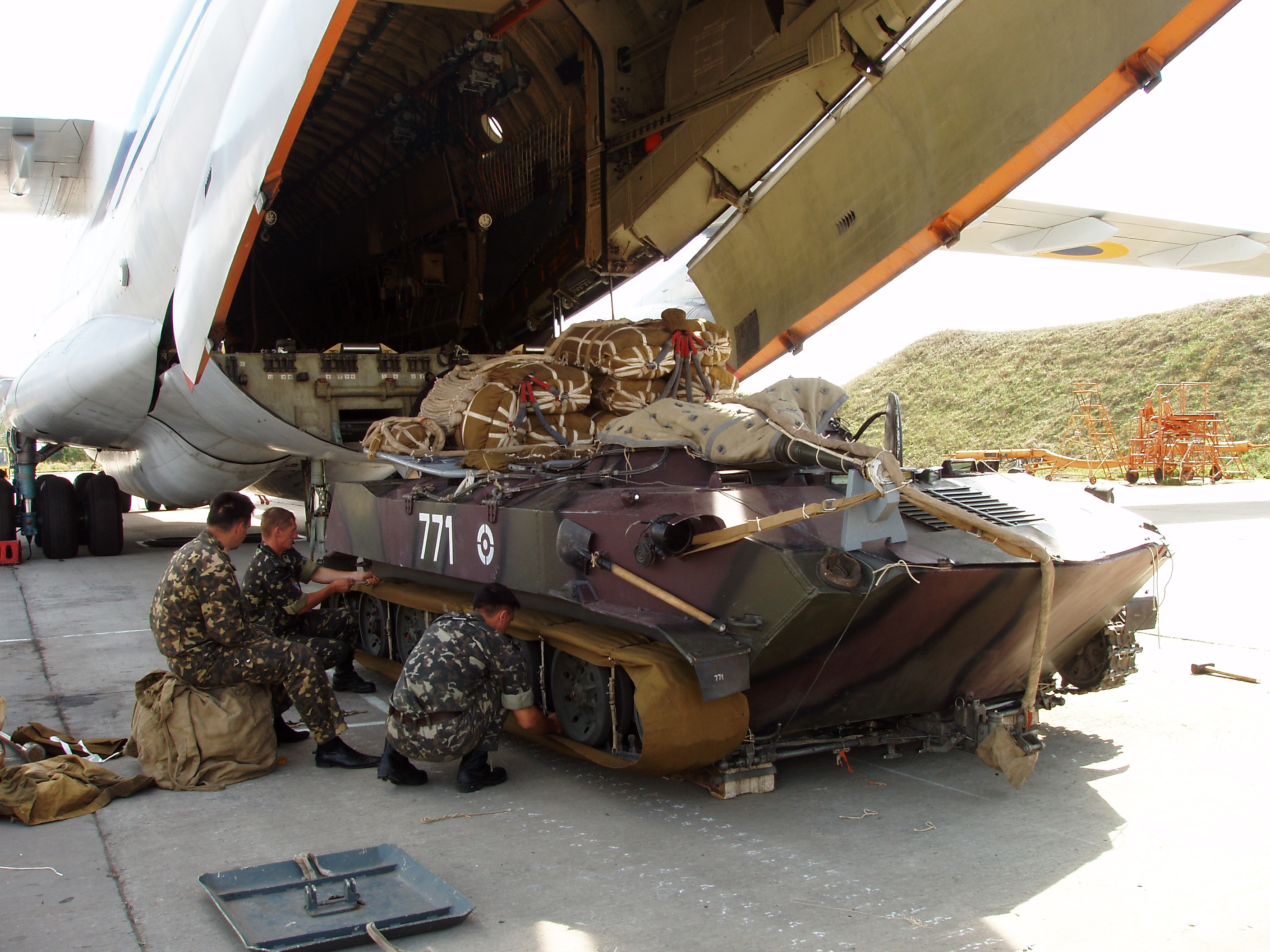
Подготовка к десантированию БМД-1 бригады, 2006 г.
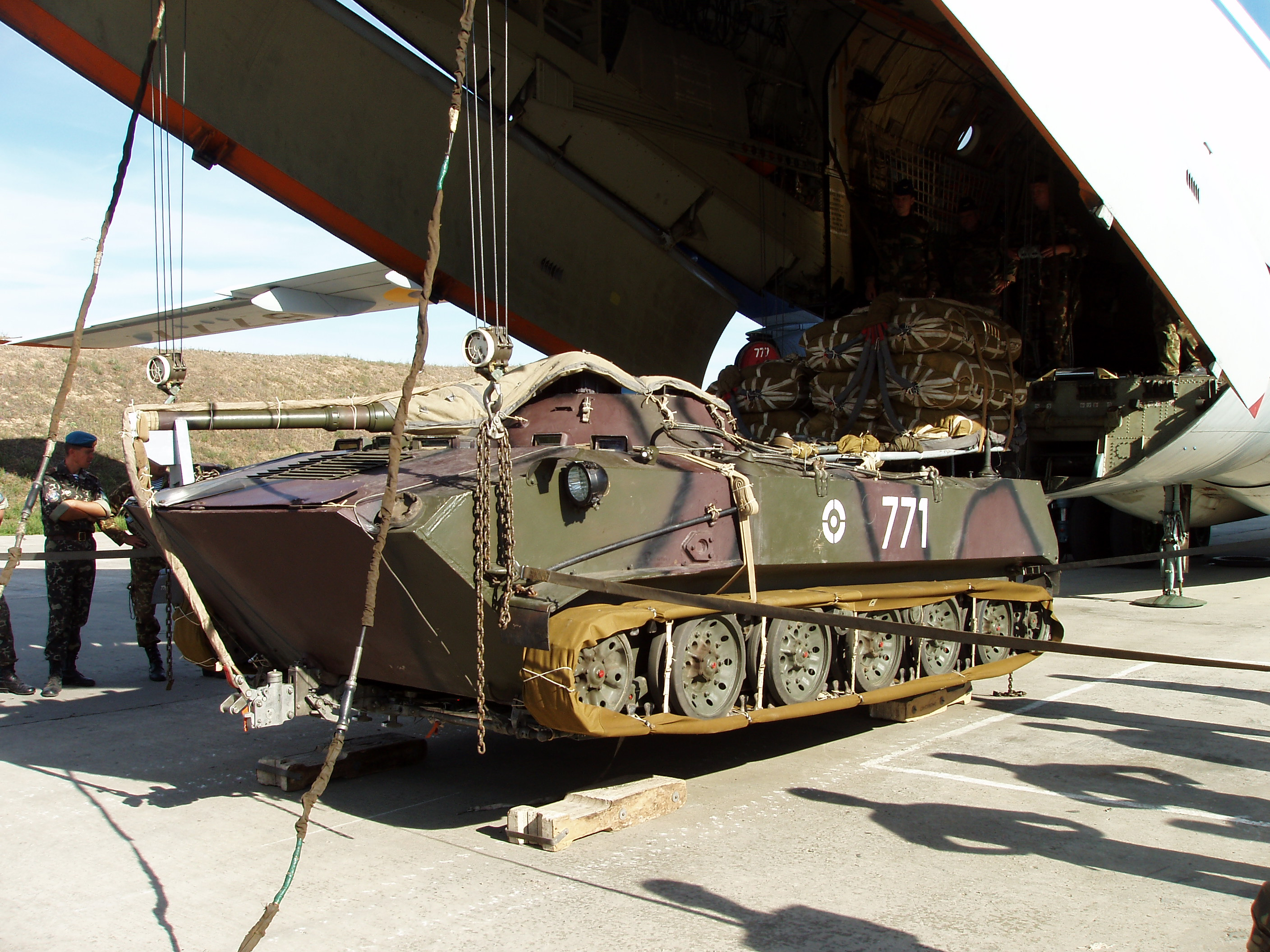
Погрузка подготовленной к десантированию БМД-1 бригады в Ил-76, 2006 г.
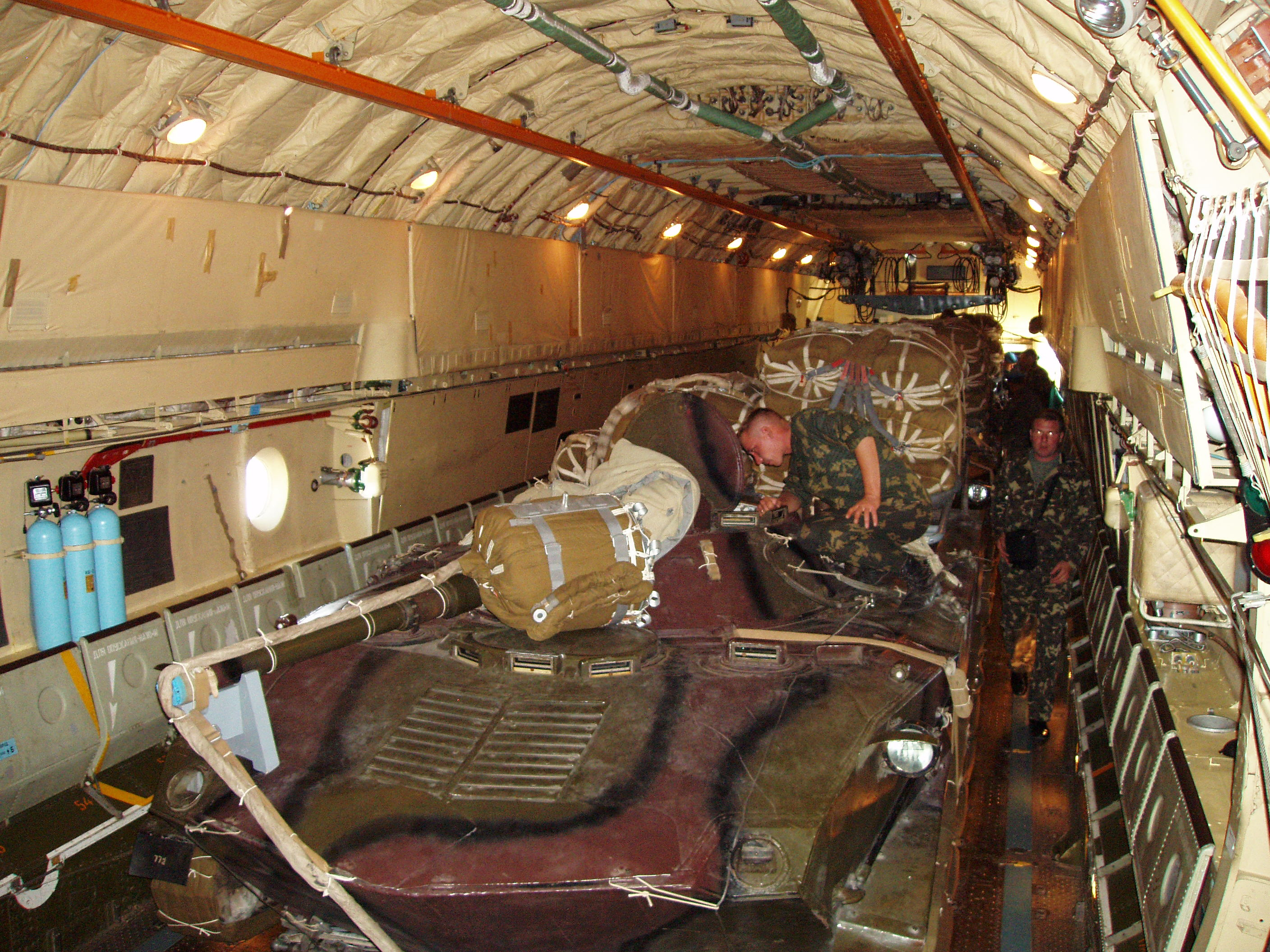
БМД-1 бригады перед десантированием в грузовом отсеке Ил-76, 2006 г.
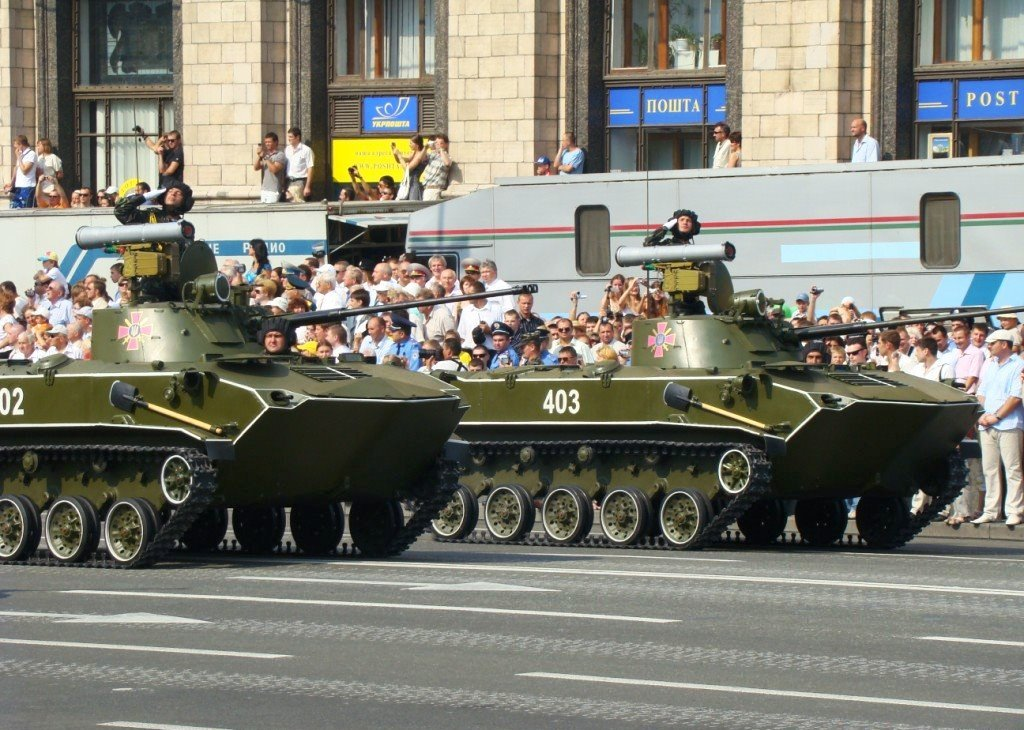
БМД-2П бригады на параде в честь Дня независимости, Киев, 2008 г.
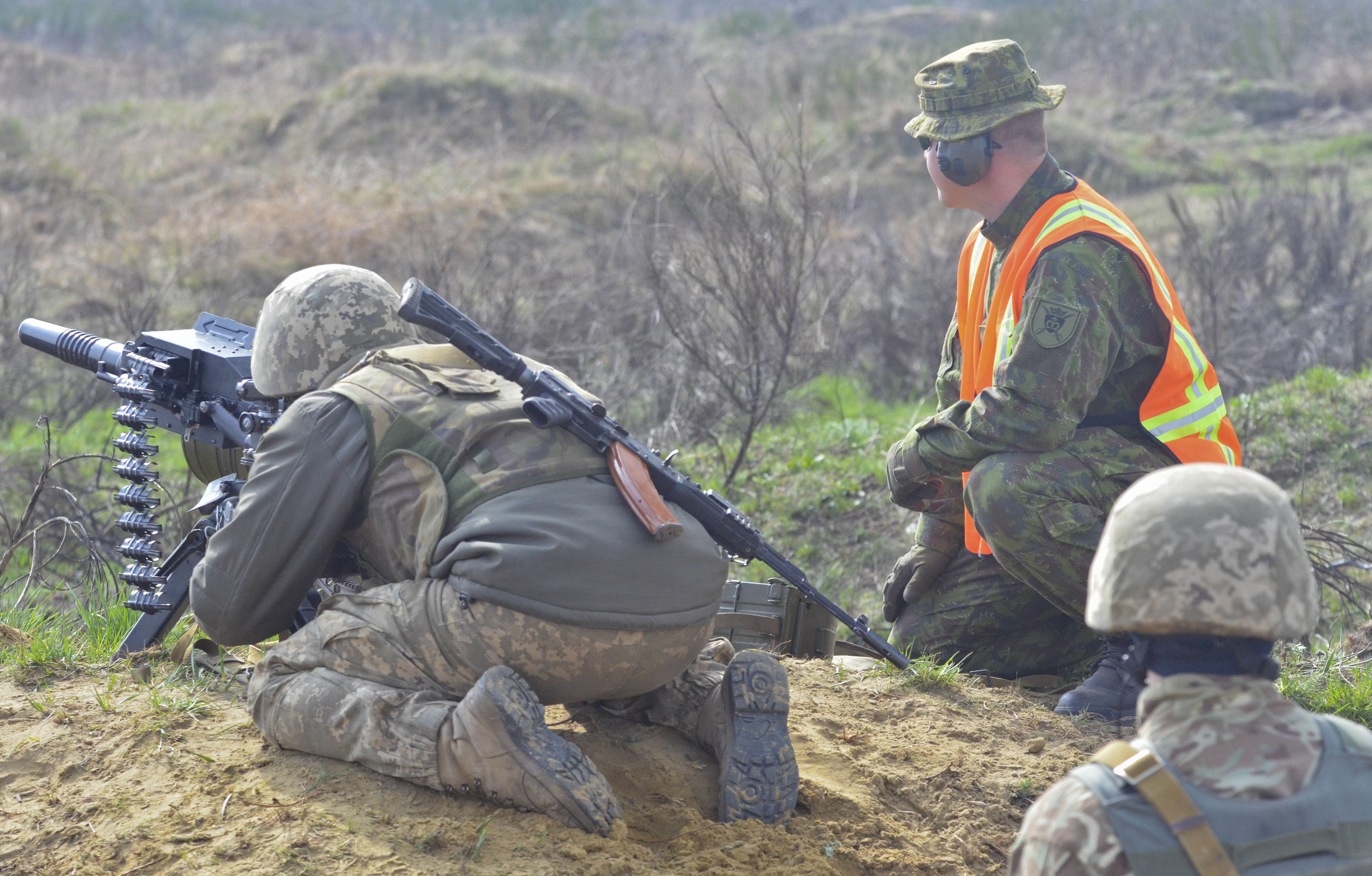
2-й парашютно-десантный батальон бригады на учениях, Яворов, 2016 г.
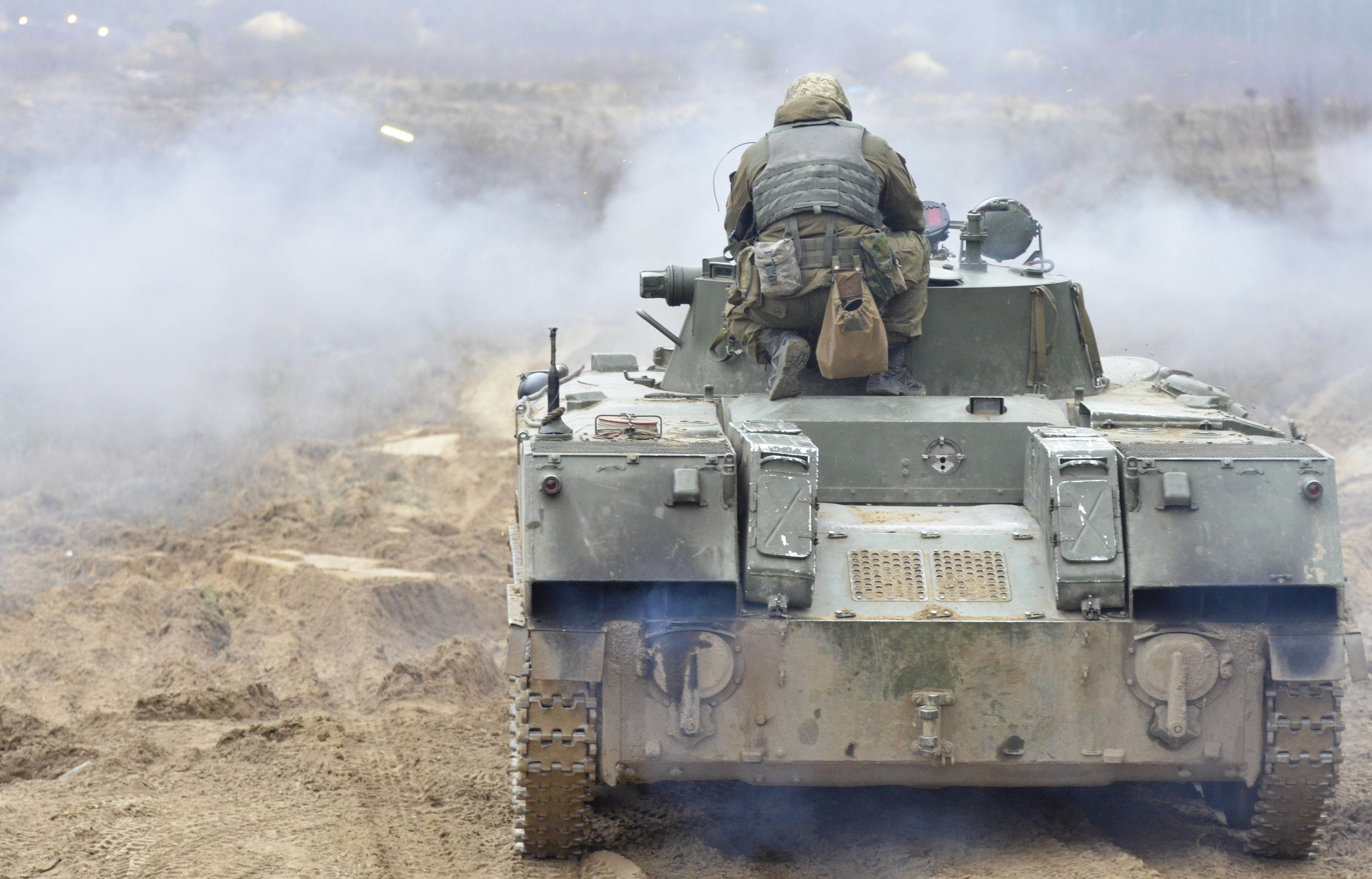
2-й парашютно-десантный батальон бригады на учениях, Яворов, 2016 г.
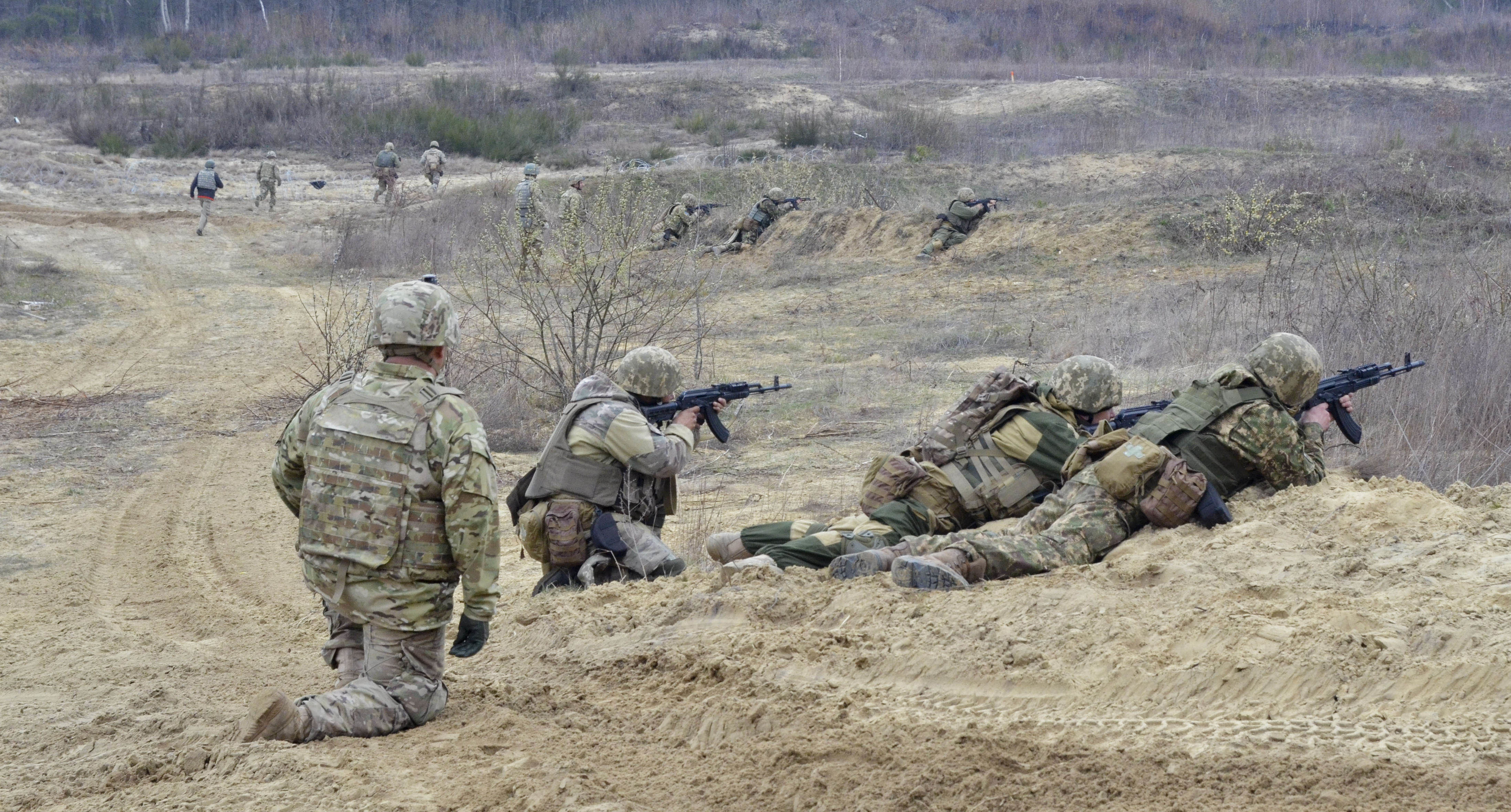
2-й парашютно-десантный батальон бригады на учениях, Яворов, 2016 г.
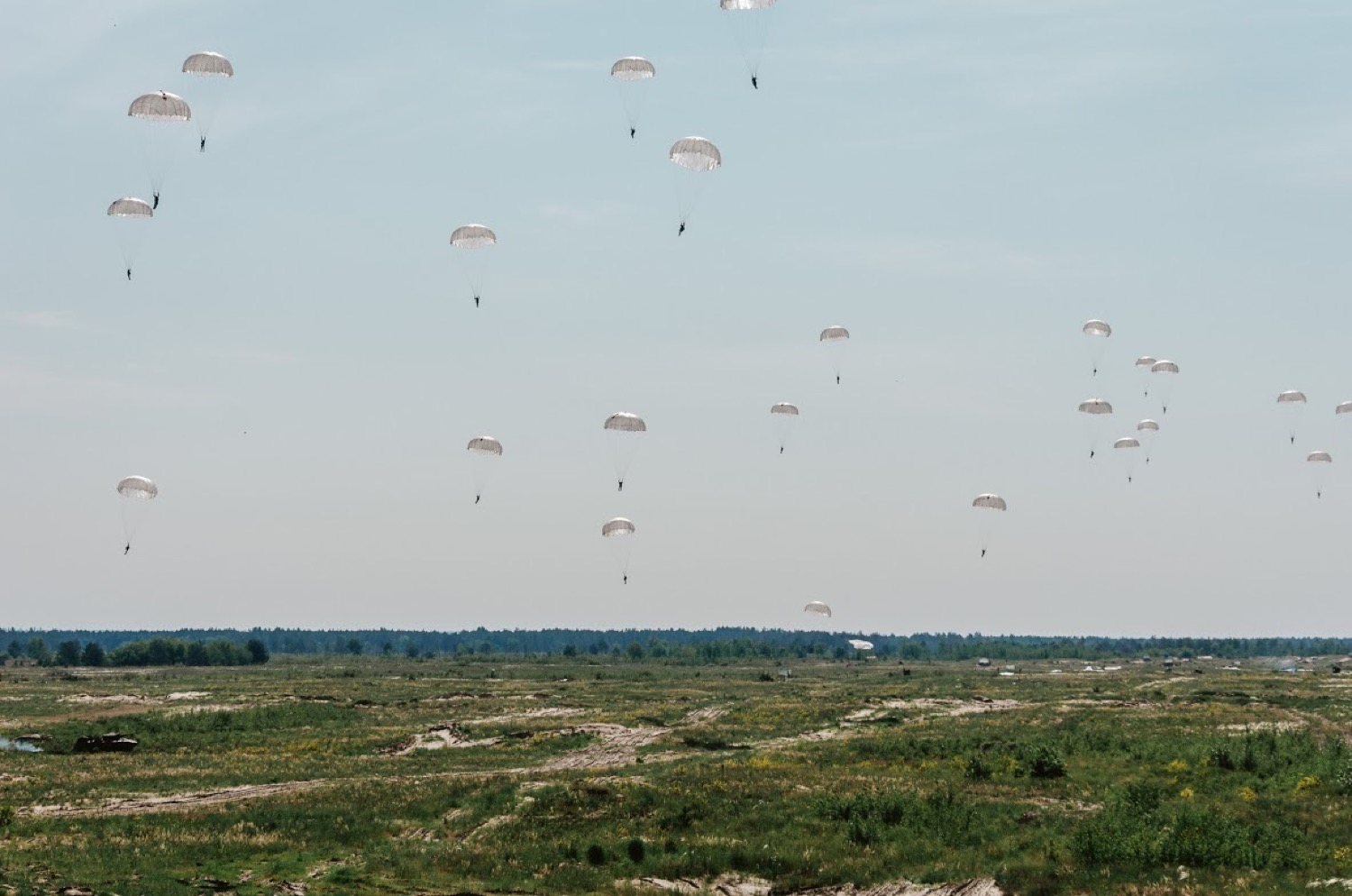
25-я отдельная воздушно-десантная бригада на учениях, Днепропетровская область, 2016 г.
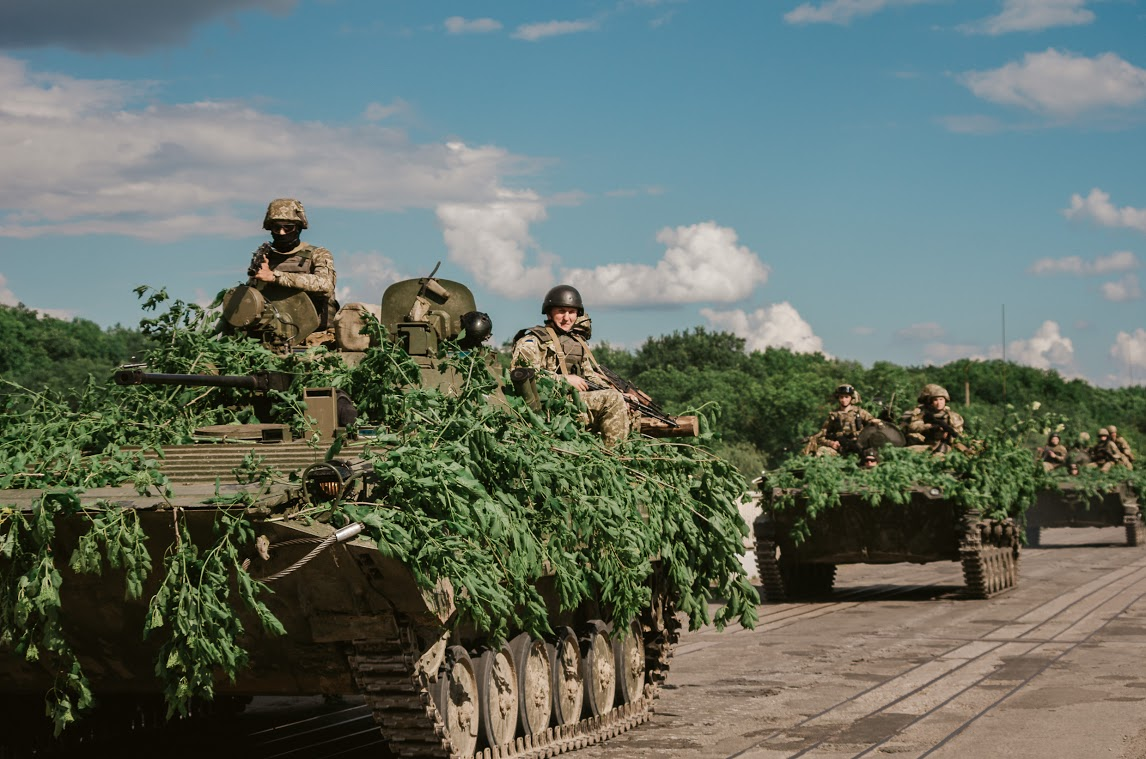
25-я отдельная воздушно-десантная бригада на учениях, Днепропетровская область, 2016 г.
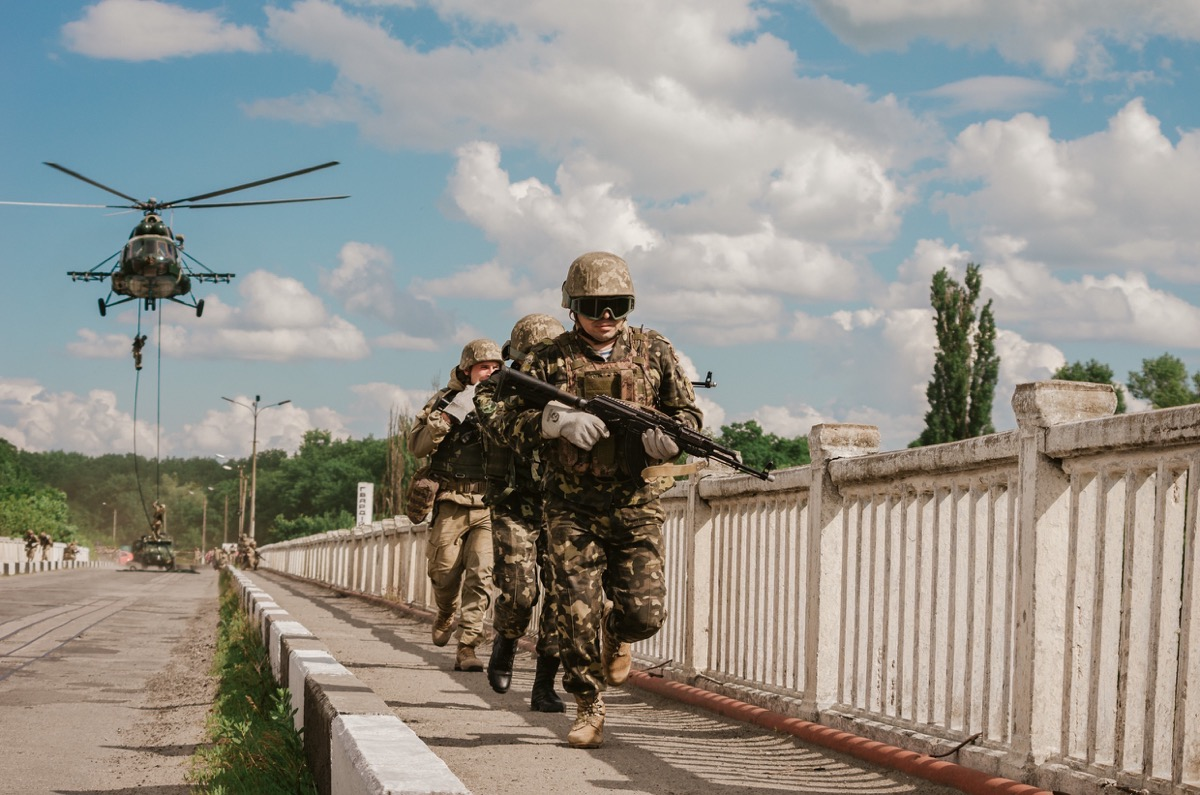
25-я отдельная воздушно-десантная бригада на учениях, Днепропетровская область, 2016 г.
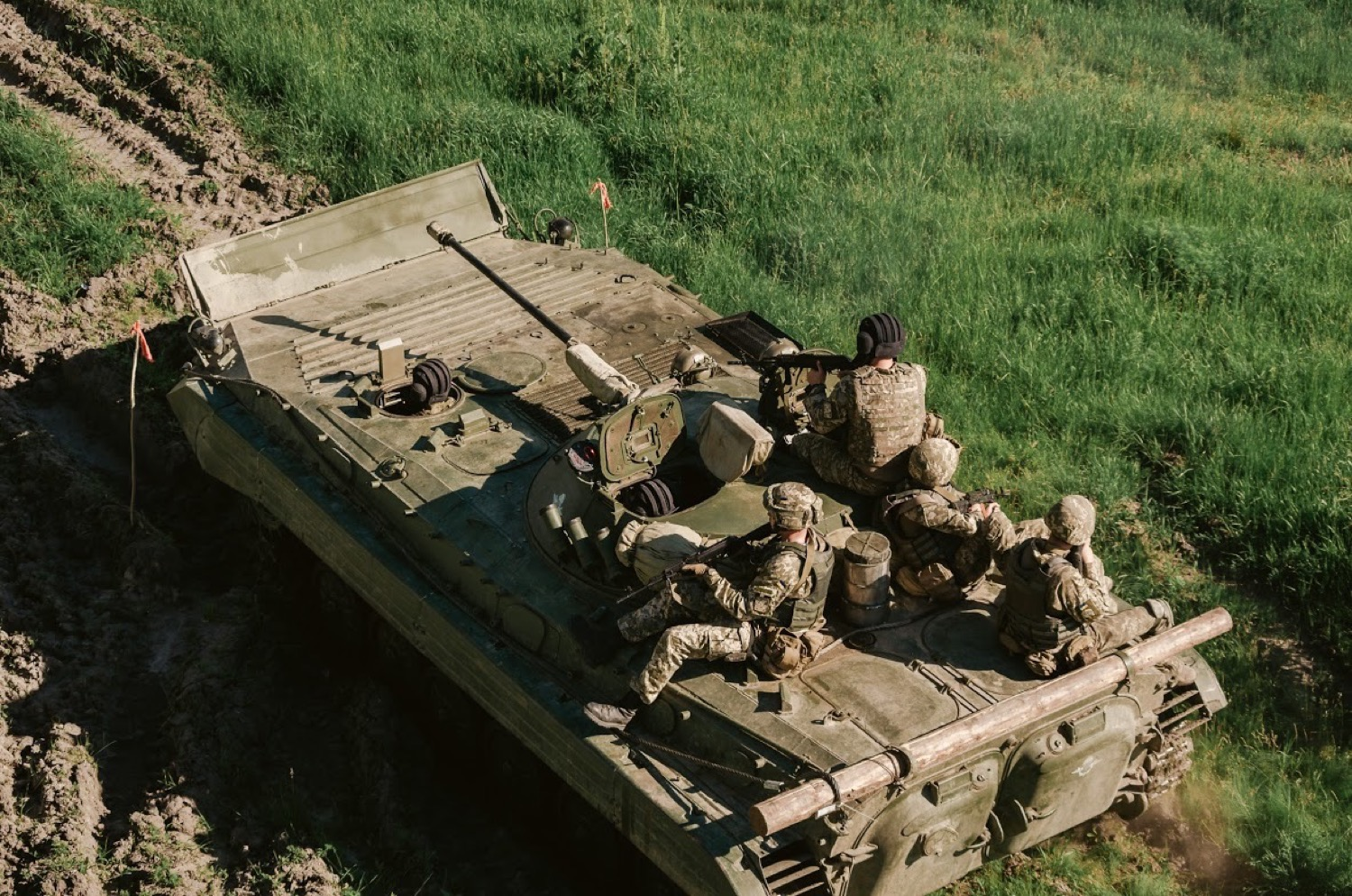
25-я отдельная воздушно-десантная бригада на учениях, Днепропетровская область, 2016 г.
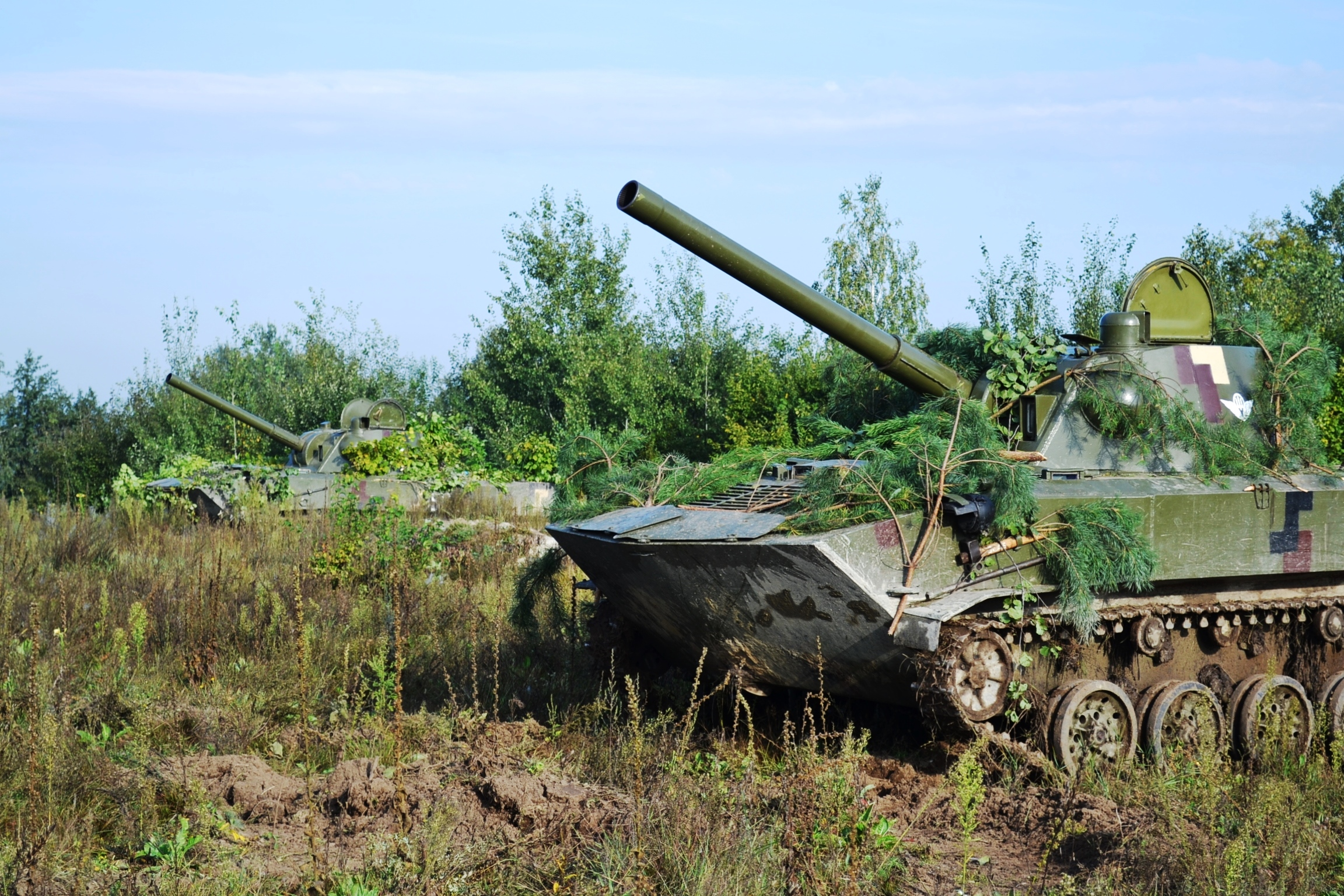
25-я отдельная воздушно-десантная бригада на учениях, Житомирская область, 2018 г.

## Видеоматериалы
- Группа поддержки 25-й бригады ВДВ на Фейсбуке
- 25 воздушно-десантная бригада
- Песня Десанта (Song of Desant)
- Десантирование с Ил-76МД